# Kärntner Herzogseinsetzung

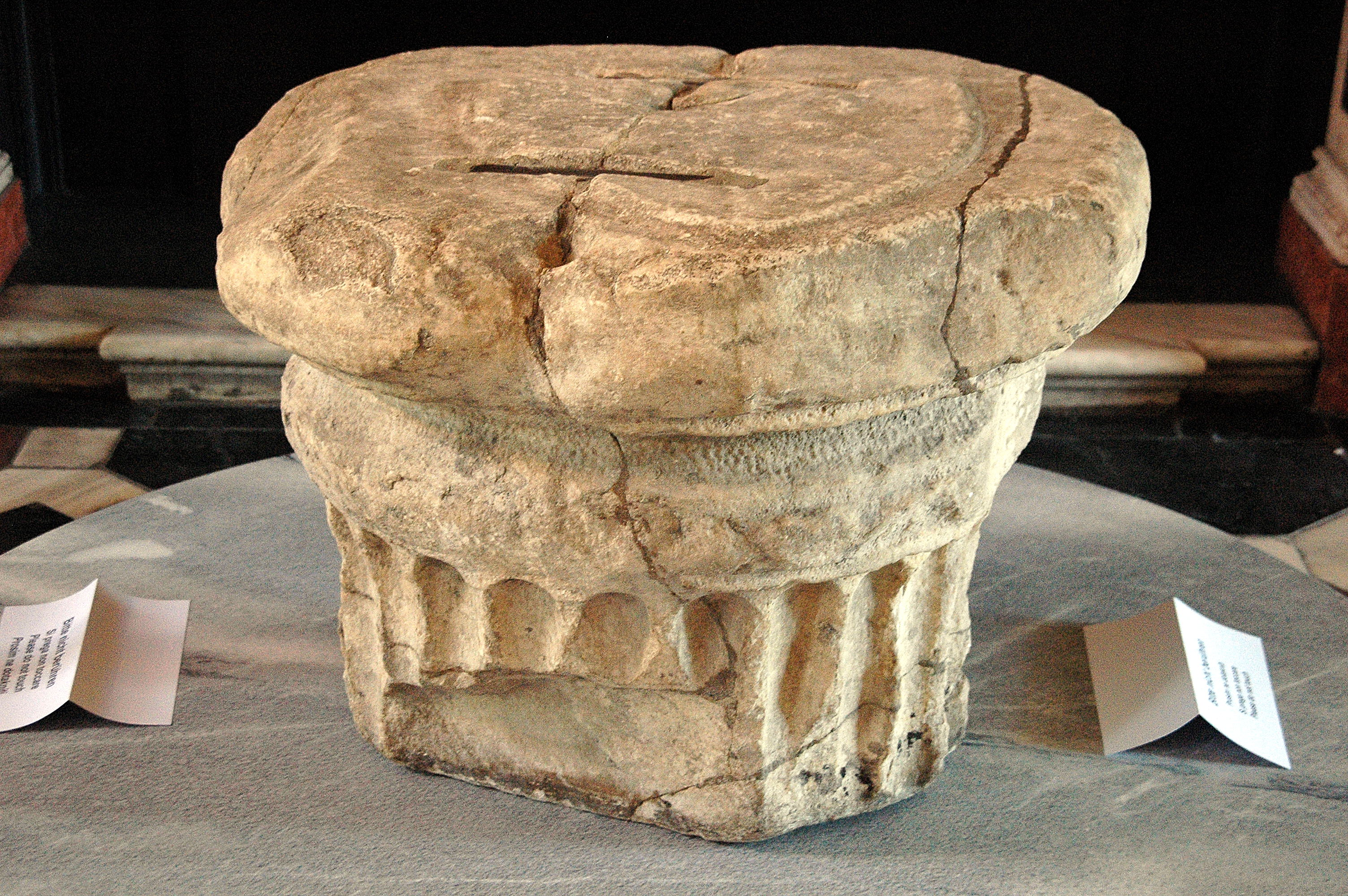
Im Großen Wappensaal des Landhaus Klagenfurt ausgestellter „Fürstenstein“ (seit 2006)

Die Kärntner Herzogseinsetzung war das Ritual der Einsetzung der Herrscher des Herzogtums Kärnten. Das Herzogtum bestand seit 976 und kam 1335 in den Besitz des Hauses Habsburg bzw. Habsburg-Lothringen, wo es bis 1918 verblieb.

## Zeremonie und Geschichte

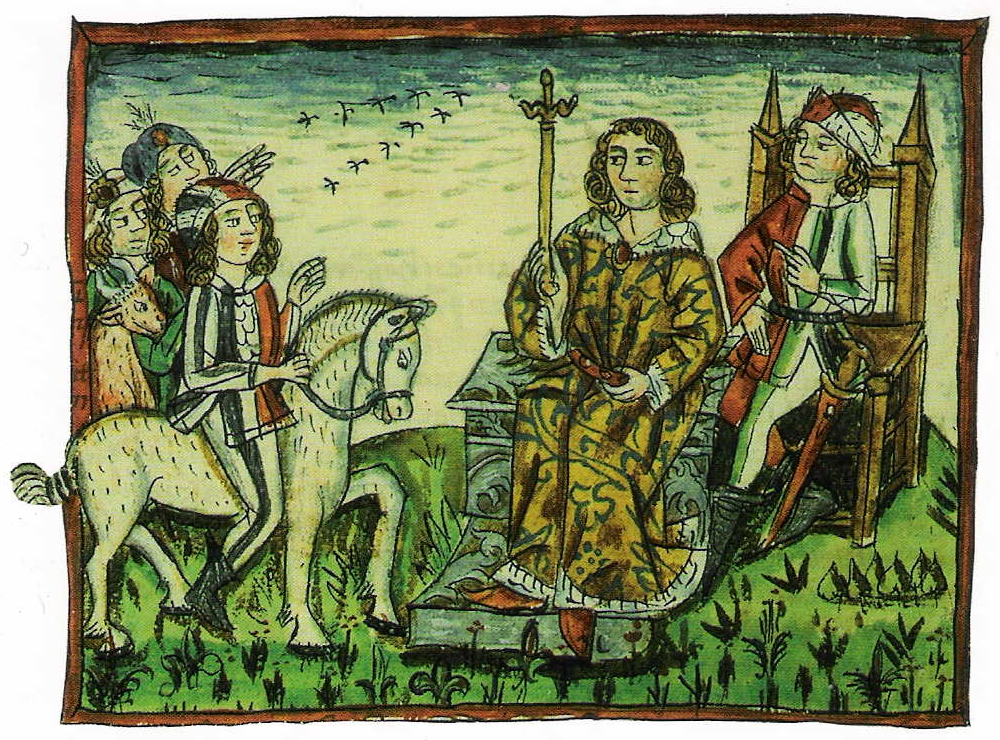
Herzogseinsetzung auf dem Zollfeld. Zeitgenössische Darstellung von Leopold Stainreuter (14. Jhd.)

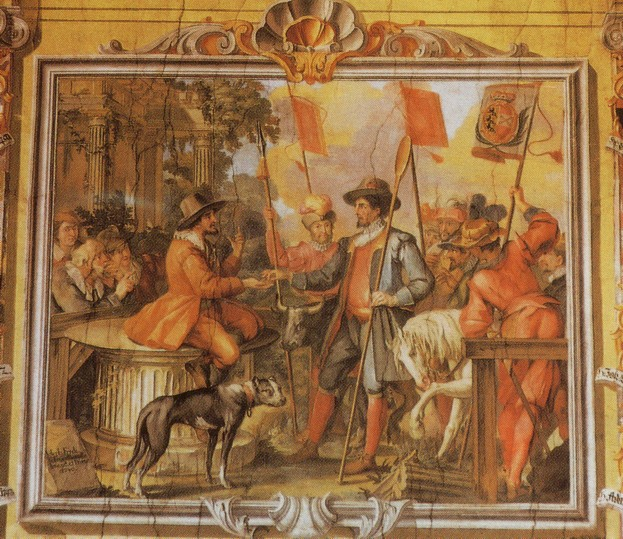
Herzogseinsetzung, Fresko von Fromiller im Landhaus, 1740

Die Herzogseinsetzung bestand aus drei Teilen:
- Einsetzung auf dem Fürstenstein zu Karnburg (in windischer Rede, d. h. auf Slowenisch)
- kirchliche Weihe im Dom zu Maria Saal
- Huldigung und Lehenvergabe am Herzogstuhl auf dem Zollfeld.

Die Zeremonie begann damit, dass der neue Herzog, der die Macht in Kärnten übernehmen sollte, zunächst in bäuerlicher Kleidung mit Gefolge, begleitet von einem Stier und einem schwarzweißgefleckten Feldpferd zum Fürstenstein zog. Auf diesem Stein saß bereits der „Herzogbauer“ (Ältester eines Edlingergeschlechtes), der in windischer Sprache Auskunft über die Person des Herzogs erfragte und dann sich erkundigte, ob der neue Herzog rechten Glaubens, ein guter Richter und bereit sei, das Volk und Witwen und Waisen zu schützen sowie dem „Kärntner Stamm“ zugehörig sei. Erst nachdem das beschworen wurde, verließ der Bauer seinen Sitz, gab dem neuen Herzog einen Backenstreich und nahm beide Tiere sowie 60 ₰ (Pfennig) mit. Darauf nahm der Herzog auf dem Stein Platz, beschwor Gerechtigkeit zu üben, schwang sein Schwert in die vier Himmelsrichtungen und trank aus einem Hut einen Schluck Wasser (als Zeichen von Mäßigung). Danach wurde in der Kirche von Maria Saal ein Hochamt abgehalten, nach dessen Ende kehrte der Herzog in prächtiger Kleidung zum Herzogstuhl zurück und übte dort erstmals seine Funktion durch Rechtsprechung, Lehensvergabe usw. aus.
Ein ausführlicher Bericht für diese dreiteilige Zeremonie liegt von Abt Johann von Viktring vor. Er beschrieb die Einsetzung des Grafen Meinhard II. von Görz-Tirol zum Herzog von Kärnten im Jahr 1286; der Graf war ein Parteigänger von König Rudolf von Habsburg und wurde außer mit Kärnten auch mit der Krain belehnt. Eine weitere Erwähnung aus dem Jahr 1308 oder 1309 findet sich in der Reimchronik des Chronisten Ottokar aus der Gaal.
Der Fürstenstein, der umgedrehte Sockel einer römischen Säule aus der Zeit der Provinz Noricum, wurde schon im Fürstentum Karantanien zur rituellen Einsetzung der in der Karnburg residierenden slawischen Fürsten verwendet. Der Herzogstuhl, ein steinerner Doppelthron auf dem Zollfeld, ist bereits für 1161 urkundlich belegt. Aber schon seit dem späten 10. Jahrhundert fand auf diesem feudalen Gegenstück zum Fürstenstein die Belehnung des neuen Herzogs statt, wobei ein Abgeordneter des Reiches als Kontrollorgan anwesend war.
Am 2. Juli 1335 unterzog sich Otto der Fröhliche als erster Habsburger dem Kärntner Einsetzungszeremoniell auf dem Herzogstuhl in Karnburg.
Ernst der Eiserne führte das Ritual auf dem Fürstenstein am 18. März 1414 als Letzter auf Slowenisch durch. Die Huldigung auf dem Herzogstuhl wurde von einigen Herrschern noch bis 1651 geübt, allerdings waren diese teilweise nicht mehr persönlich anwesend. Die Huldigungsprozedur am Zollfeld wurde schließlich durch eine Zeremonie im Wappensaal des Landhauses in Klagenfurt abgelöst.
Heute kann der Fürstenstein dort besichtigt werden, der Herzogstuhl steht nach wie vor auf dem Zollfeld nahe der Bundesstraße.